# Стрельба в школе Оулиэна
Стрельба в школе Оулиэна (англ. Olean High School shooting) — инцидент, произошедший 30 декабря 1974 года в средней школе Оулиэна, штат Нью-Йорк, в ходе которого 17-летний ученик Энтони Барбаро убил из огнестрельного оружия 3 человек и ранил 11. 
В качестве оружия он использовал дробовик 12-го калибра, а для стрельбы из окна 3-го этажа — винтовку Remington калибра .30-06 с оптическим прицелом.
На момент совершения преступления у Барбаро не было проблем с успеваемостью: он получал стипендию Нью-Йоркского университета.
31 декабря 1974 года Энтони Барбаро обвинили в убийстве и безрассудном нападении, однако приговор вынесен не был, так как Барбаро покончил с собой в тюремной камере 1 ноября 1975 года . Мотивы преступления так и не были установлены.